# Стрєтілово
Стрєтілово (рос. Стретилово) — присілок у Тихвінському районі Ленінградської області Російської Федерації.
Населення становить 124 особи. Належить до муніципального утворення Тихвінське міське поселення.

## Історія
Населений пункт розташований на історичній Новгородській землі, знищеній Московським царством у 15 столітті.
Згідно із законом від 1 вересня 2004 року № 52-оз належить до муніципального утворення Тихвінське міське поселення.

## Населення
| 1879 | 1910 | 1940 | 1961 | 1997 | 2002 | 2007 |
| ---- | ---- | ---- | ---- | ---- | ---- | ---- |
| 209  | ↘196 | ↗347 | ↘177 | ↘100 | ↘98  | ↗118 |
| 2010 | 2012 |      |      |      |      |      |
| ↘70  | ↗124 |      |      |      |      |      |